# کشته‌شدن مهدی حضرتی
مهدی حضرتی (۱۱ شهریور ۱۳۸۳ – ۱۲ آبان ۱۴۰۱) نوجوانِ ۱۸ ساله کشته شده در خیزش ۱۴۰۱ ایران در خرمدشتِ کرج است. در فیلمی که در شبکه‌های اجتماعی منتشر شده، چند پلیس پس از تیراندازی به او، جسم نیمه‌جانش را داخل یک وانت انداخته و با خود برده‌اند. این حادثه در روز ۱۲ آبان ۱۴۰۱ در روز مراسم چهلم حدیث نجفی —جوان دیگری که در کرج کشته شد— اتفاق افتاد.

## هویت
هویتِ وی تا روزِ برگزاریِ مراسمِ هفتمِ وی برای افکارِ عمومی ناروشن بود و مدتی از وی با نامِ دیگری یاد می‌شد. ثبتِ لحظه‌ی قتلِ وی از سویِ مأموران و برخوردِ ناشایستِ آنها در حینِ انتقالِ جسد، حساسیتِ افکار عمومی را برانگیخته بود.
به گفته حسین فاضلی هریکندی، رئیس کل دادگستری استان البرز، «مهدی حضرتی روز ۱۲ آبان» با «اصابت گلوله به پیشانی‌اش» به طرز «مشکوکی» کشته شده‌ است.

## ویدیوها
در آغاز، فیلمی از جوانی افتاده بر کفِ خیابان منتشر شد که نیروهای امنیتی او را دوره کرده‌اند. او درحالیکه از سرش خونِ زیادی کفِ خیابان پخش شده، به‌پشت و بی‌حرکت روی زمین افتاده است. پس از چندی مأموران، چند رهگذر را از آنجا دور می‌کنند و سرانجام نیز یک وانت با حملِ پیکرِ جوان و در حالیکه با یک تکه بنرِ تبلیغاتی پوشانده‌شده، از آنجا می‌رود.
یک روز پیش از مراسمِ هفتمِ وی نیز فیلمی دیگر در اینترنت منتشر شد که لحظه‌ی برخوردِ گلوله و به خاک افتادنِ وی را در حالیکه مقابلِ نیروهایِ ضدّ شورش ایستاده بود، نشان می‌دهد.

## مراسم هفتم
مراسم هفتم وی روز پنج‌شنبه ۱۹ آبان ۱۴۰۱ در فضایی امنیتی در میاندوآب، آذربایجان غربی برگزار شد.